# Diatraea entreriana
Diatraea entreriana là một loài bướm đêm trong họ Crambidae.